# شيخ محمد عبد الله
شيخ محمد عبد الله (5 ديسمبر 1905 – 8 سبتمبر 1982)، هو سياسي هندي، ورئيس وزراء جامو وكشمير الثالث، يُلقّب بـ اسد كشمير، وهو مؤسس مؤتمر جميع مسلمي جامو وكشمير، وكان يدعم الحكم الذاتي للولاية. أصبح رئيس وزراء جامو وكشمير بعد ما يُعرف بـ اتفاق أنديرا غاندي-شيخ عبد الله عام 1974، وظل في منصبه حتى وفاته في 8 سبتمبر 1982، وخلفه من بعده ابنه فاروق عبد الله.

## روابط خارجية
- شيخ محمد عبد الله على موقع الموسوعة البريطانية (الإنجليزية)
- شيخ محمد عبد الله على موقع مونزينجر (الألمانية)